# Stadtgebiet Nord (Plauen)
Das Stadtgebiet Nord ist eines von fünf Stadtgebieten der Stadt Plauen in Sachsen. Es gliedert sich in elf Ortsteile.

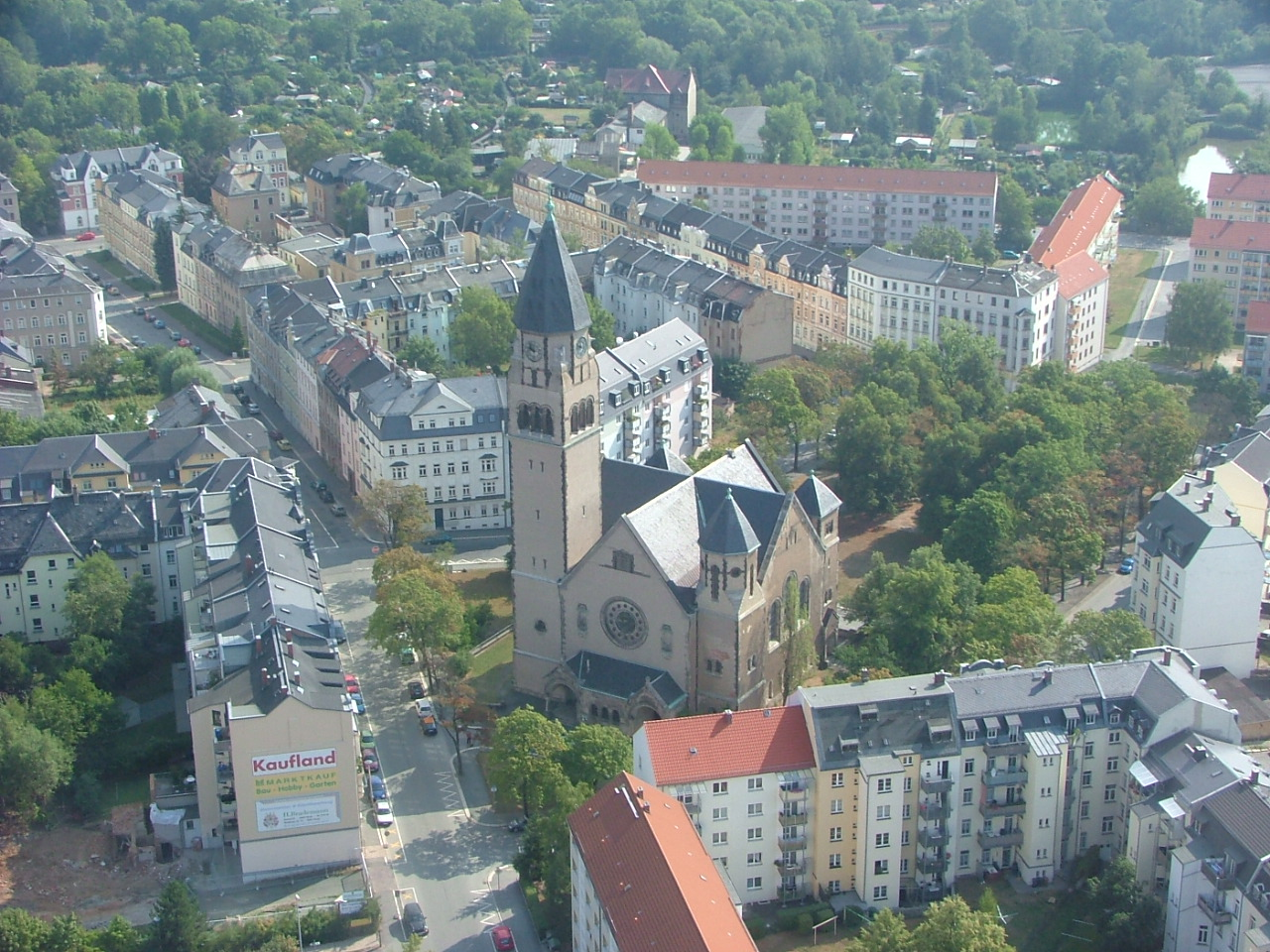
Die Markuskirche im Stadtteil Haselbrunn

Das Stadtgebiet wird von der Weißen Elster durchkreuzt, außerdem befinden sich dort bekannte Bauwerke wie der Obere Bahnhof, das Vogtlandstadion, Spielstätte des VFC Plauen, die Markuskirche, das Schloss Jößnitz und die Elstertalbrücke, die zweithöchste Ziegelbrücke der Welt. Etwa in der Mitte des Stadtgebiets befindet sich mit dem Stadtwald und dem Reißigwald das größte zusammenhängende Waldgebiet der Stadt.

## Ortsteile
| Stadtteil               | Stadtteilnummer | Gemarkungsschlüssel | Postleitzahlen             | Fläche [m²] Stand: 31. Dez. 2011 | Bemerkungen                      |
| ----------------------- | --------------- | ------------------- | -------------------------- | -------------------------------- | -------------------------------- |
| Hammertorvorstadt       | 201             |                     | 08523, 08525, 08527, 08529 |                                  |                                  |
| Haselbrunn              | 202             | 0502                | 08525                      | 5.038.701                        | 1899 eingemeindet                |
| Preißelpöhl             | 203             |                     | 08525                      |                                  |                                  |
| Reißig                  | 204             | 0510                | 08525                      | 1.045.865                        | 1939 eingemeindet                |
| Reißiger Vorstadt       | 205             |                     | 08525                      |                                  | 1939 eingemeindet                |
| Reißigwald mit Lochhaus | 206             | 0511                | 08525                      | 2.233.909                        | 1939 eingemeindet                |
| Jößnitz                 | 207             | 6916                | 08547                      | 7.840.083                        | 1999 eingemeindet                |
| Steinsdorf              | 208             | 6958                | 08547                      | 3.563.603                        | 1999 mit Jößnitz eingemeindet    |
| Kauschwitz              | 209             | 6918                | 08525                      | 6.988.549                        | 1999 eingemeindet                |
| Zwoschwitz              | 210             | 6919                | 08525                      | 4.079.904                        | 1999 mit Kauschwitz eingemeindet |
| Röttis                  | 211             | 6917                | 08547                      | 1.678.109                        | 1999 mit Jößnitz eingemeindet    |

Quelle: Amtlicher Statistikbericht der Stadt Plauen 2012